# Formica pallidelutea
Formica pallidelutea är en myrart som beskrevs av Pierre André Latreille 1802. Formica pallidelutea ingår i släktet Formica och familjen myror. Inga underarter finns listade i Catalogue of Life.